# 時枝国文
時枝 国文  (ときえだ くにぶん, 1920年12月11日 - 2000年9月28日）は、日本の映画製作者、時折俳優、テレビの企画をしている。永井豪の漫画作品「ハレンチ学園」のプロデューサーとしても知られる。国文は、日活のテレビソンスタジオであるダイニチ映配の現在の映画企画に携わってた。国文は1963年から1998年まで日活と大日に勤めた。

## 映画企画
- 朱鞘仁義 鉄火みだれ桜 (1969年)
- 姐御 （1969年）
- 朱鞘仁義 お命頂戴 （1969年）
- 女もつらいわ （1970年）
- あしたのジョー （1970年）
- ハレンチ学園 身体検査の巻 （1970年）
- ハレンチ学園 タックルキッスの巻 （1970年）
- 土忍記 風の天狗 （1970年）
- 新・ハレンチ学園 (1971年）
- 谷岡ヤスジのメッタメタ ガキ道講座 （1971年）
- 喜劇 いじわる大障害 (1971年） - 出演（七百屋 役）
- 関東幹部会 （1971年）
- 喜劇 男の顔は人生よ （1971年）
- 逆縁三つ盃  （1971年）